# Hershey Company
The Hershey Company (bis April 2005 Hershey Foods Corporation, Kurzform Hershey’s) ist einer der weltgrößten Schokoladenhersteller. Die Aktie des Unternehmens (NYSE: HSY) ist im Index S&P 500 gelistet.
Firmensitz des Unternehmens ist Hershey im US-Bundesstaat Pennsylvania. Seine wichtigsten Marken sind Reese’s, Kisses, Hershey’s und KitKat (für letztere hat Hershey die Rechte in den USA). Die Produkte werden weltweit in über 60 Ländern vermarktet. Reese’s Peanut Butter Cups ist eine der meistverkauften Süßigkeiten in den USA. Hershey’s Tropical Bar ist Bestandteil von Feld- und Notrationen der US-Streitkräfte.
Die meisten Schokoladenprodukte von Hershey’s werden nicht nach traditionellen europäischen Rezepten hergestellt, sondern mit weniger Kakao und mehr Zucker. Auf dem Heimatmarkt beliebt, liegt der Marktanteil von Hershey’s in Exportländern deutlich niedriger.
Das Tochterunternehmen Hershey Entertainment and Resorts Company betreibt den Hersheypark, einen Schokolade-Themenpark. Zum Konzern gehören außerdem die Eishockeymannschaft Hershey Bears, das HersheyPark Stadion und das Giant Center.
In Deutschland wurden die Hershey-Produkte ab Anfang 2021 durch die Genuport Trade GmbH vertrieben. Ab 2023 übernahm dann das Importhaus Wilms / Impuls den Import.

## Geschichte

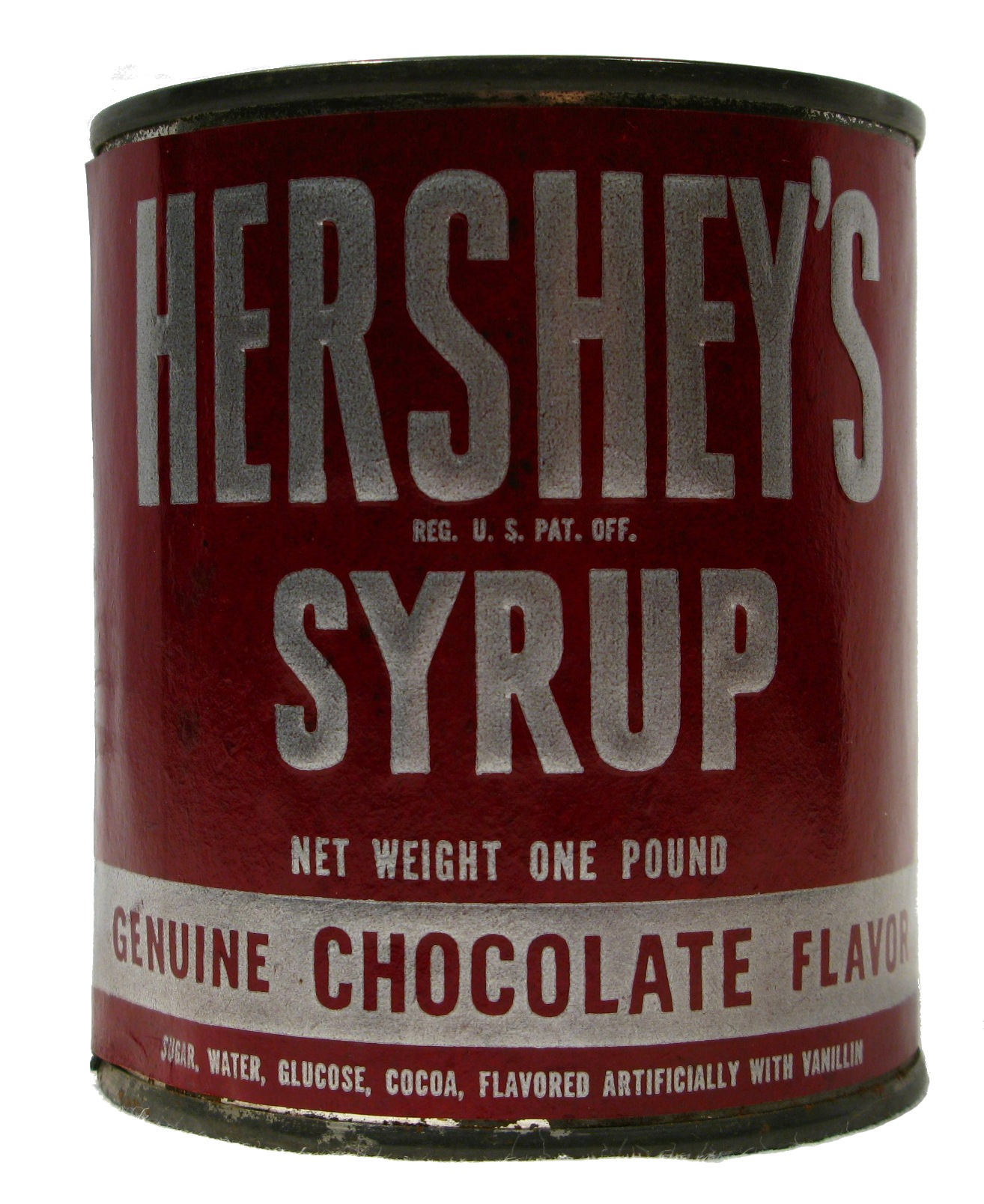
Ein weit verbreitetes Produkt, Hershey’s Syrup, war bereits Bestandteil der US-Hilfe in der Nachkriegszeit

Hershey zählt zu den ältesten Schokoladenherstellern in den USA. Nach einer Lehre bei einem Konditor 1876 gründete Milton Snavely Hershey ein Süßwarengeschäft in Philadelphia, das sechs Jahre später Konkurs anmelden musste. Nach einem erfolglosen Versuch, Süßwaren in New York herzustellen, kehrte Hershey nach Pennsylvania zurück und gründete die Lancaster Caramel Company, deren Verwendung von frischer Milch in Karamellen sich als erfolgreich erwies. 1894 gründete er als Tochtergesellschaft die Hershey Chocolate Company. 1900 verkaufte Hershey seine Karamellfirma für eine Million US-Dollar (nach heutiger Kaufkraft ca. 18 Millionen Euro).
In 1937 beauftragte die US-Armee Hershey's mit der Entwicklung eines Notrations-Riegel aus Schokolade, welcher auch bei hohen Temperaturen nicht schmelzen würde. Der daraus hervorgehende Riegel wurde „D Ration bar“ getauft und bestand aus Schokolade, Zucker, Kakaobutter, Magermilchpulver und Hafermehl und soll nicht besser als eine gekochte Kartoffel geschmeckt haben. 1943 erhielt Hershey's den Auftrag, eine Ration zu entwickeln, die auch im tropischen Klima nicht schmilzt. Der Riegel, genannt „Hershey’s Tropical Chocolate“ (Hershey’s Tropische Schokolade), wurde aus Schokoladenlikör, Magermilchpulver, Kakaobutter, Puderzucker, Vanillin, Vitamin B-1 sowie Hafermehl hergestellt.
Hershey's kaufte in 1963 die Reese Candy Company, 1977 übernahm das Unternehmen den Süßwarenhersteller Twizzlers. 1996 erwarb Hershey's die Nordamerikanische Abteilung der Huhtamaki Oy's Leaf Inc. für 330 Millionen Dollar.
Für den Film E.T. – Der Außerirdische schloss Hershey's einen Werbevertrag in Höhe von einer Million US-Dollar für eine Platzierung des Produkts Reese's Pieces in dem Film. Die Verkäufe von Reese's Pieces stiegen in den Wochen nach Veröffentlichung des Films um 85 Prozent an, wodurch dies als einer der erfolgreichsten Produktplatzierungen der Filmgeschichte gilt. Hersheys Konkurrent, die Mars Incorporated, hatte zuvor die Produktplatzierung von M&M’s in dem Film abgelehnt.
Seit 2004 wird in Hershey, PA, das Hershey Neujahrsfest gefeiert, zu dem unter anderem der Hershey Kiss Raise, angelehnt an den Times Square Ball, gehört. Der Countdown wird dabei von den Maskottchen des Unternehmens heruntergezählt.
Mondelez versuchte 2016 Hershey's zu übernehmen, dies scheiterte jedoch an der 1905 ins Leben gerufenen Hershey Trust Company, die einen Großteil der Aktien besitzt und gegen die Übernahme stimmte. Hershey's reorganisierte kurz darauf das Management und ernannte Michele Buck als CEO. In den folgenden Jahren kaufte Hershey's weitere Firmen ein, angefangen 2017 mit Amplify, dessen bekannteste Produktreihe SkinnyPop ist. 2018 übernahm Hershey's den Puffreis-Produzenten Pirate Brands, 2021 folgten die auf Brezeln spezialisierten Firmen Dot's Pretzels Llc und Pretzels Inc. Ein zweiter Versuch von Mondelez, Hershey zu übernehmen, scheiterte im Dezember 2024 erneut an der Hershey Trust Company.
Nachdem Hershey's im September 2021 zunächst testweise und später dauerhaft vegane Schokoladentafeln auf den US-Markt gebracht hatte, wurden diese zwei Jahre später im September 2023 auch in Kanada eingeführt.
Im November 2024 übernahm das Unternehmen den 2019 gegründeten Süßwarenhersteller Sour Strips.
Im April 2025 eröffnete das Unternehmen eine über 23.000 m2 große Weiterverarbeitungsanlage in Derry Township für Produkte der Marken KitKat, Hershey und Reese.

### Kollaborationen mit anderen Unternehmen
Hershey's arbeitete in der Vergangenheit auch mit anderen Firmen zusammen. So erschien 2023 eine limitierte Crocs-Edition im Hershey sowie Reese's Stil und in einer Kooperation mit Warner Bros. waren Hershey-Produkte in Harry Potter Verpackungen erhältlich. Davor erschienen 2020 zusammen mit der Sportmarke New Balance Schuhe, welche von der seit 1996 zu Hershey gehörenden Jolly Rancher Marke inspiriert waren. 2016 verkaufte die Brillenmarke Coco and Breezy zudem Hershey-Süßigkeiten nachempfundene Brillen. Die Hershey's Chocos kamen 2023 in Zusammenarbeit mit Kellogg’s in Indien auf den Markt, drei Jahre zuvor erschien in Kooperation mit dem Lebensmittelhersteller General Mills eine Reihe an Hershey inspirierten Zerealien. Zusammen mit der Brauerei Yuengling wurde 2019 ein Schokoladenbier auf den US-Markt gebracht. Im September 2024 erschienen in Kooperation mit dem Unternehmen C4 Energy-Drinks mit Jolly Rancher Geschmack, sowie Protein-Pulver mit Reeses und Hershey-Schokoladengeschmack auf dem US-Markt.

## Kritik
Die Schokoladenindustrie, darunter auch die Hershey Company, unterzeichnete im September 2001 das sogenannte Harkin-Engel-Protokoll. Dieses Protokoll enthält Maßnahmen, die bis 2005 zur Beendigung der schlimmsten Formen von Kinderarbeit und -sklaverei in der Kakaoindustrie führen sollten. Eine Evaluation der Tulane-Universität stellte 2011 fest, dass von den sechs im Harkin-Engel-Protokoll genannten Maßnahmen keine einzige vollständig umgesetzt wurde.
Im August 2011 geriet die Firma in die Kritik, als 400 Studenten, die als Aushilfskräfte in einer Verpackungsanlage von Hershey tätig waren, gegen die Arbeitsbedingungen in der Produktion protestierten. Im Februar 2012 verhängte die Occupational Safety and Health Administration (OSHA) eine Geldstrafe in Höhe von 283.000 US-Dollar gegen den Betreiber der Verpackungsanlage.
Im September 2023 starb ein Jugendlicher in den USA an den Folgen einer hohen Dosis Capsaicin, nachdem er einen „Spicy Chip“ einer Tochterfirma von Hershey gegessen hatte, der mit zwei der schärfsten Chilischoten der Welt gewürzt war. Die Familie des Jugendlichen verklagte daraufhin Hershey sowie die Tochterfirma, da diese mit der „One Chip Challenge“ das Produkt trotz hoher Risiken an Kinder vermarktet haben soll.